# David McKiernan
Generaal (David) D. McKiernan (Atlanta, 11 december 1950) was van juni 2008 tot mei 2009 bevelhebber van ISAF (International Security Assistance Force). Daarvoor was hij de hoogste Amerikaanse bevelhebber in Europa. 
Eerder was hij commandant van Coalition Forces Land Component Command (CFLCC) van 2002-2004, waarbij hij de verantwoordelijkheid had voor alle geallieerde troepen in het Midden-Oosten. In deze functie had hij in 2003 het toezicht in de oorlog tegen Saddam Hoessein en het Iraakse regime als onderdeel van de Operatie Iraqi Freedom 2003. Op 6 oktober 2008 aanvaardde McKiernan zowel het commando van ISAF als van de Amerikaanse strijdkrachten in Afghanistan (U.S. Forces Afghanistan, USFOR-A).

## Legerloopbaan
McKiernan studeerde in 1972 af aan het William & Mary College, waar hij tevens een deelnam aan het "Reserve Officers Training Corps"-programma; McKiernan ging vervolgens bij de landmacht. Hij heeft een MPA van Shippensburg University en kreeg een eredoctoraat van zijn alma mater, het William & Mary College.
Gedurende zijn loopbaan had McKiernan verschillende commando-posities in het leger:
- 1ste Bataljon, 35e Armor (Iron Knights), 1st Armored Division, 1988-1990.
- 1e Brigade (Iron Horse), 1ste Cavalerie Divisie, 1993-1995.
- 1e Cavalerie Divisie, 1999-2001.
- 3e Leger VS, 2002-2004.
- 7e Leger VS / Leger VS in Europa, 2005-2008.

Gedurende de jaren 90 was hij als stafofficier verantwoordelijk voor de inzetbaarheid van troepen in Sarajevo, Bosnië-Herzegovina en Rheindahlen (Mönchengladbach), Duitsland. Van augustus 1998 tot september 1999 diende hij als assistent-stafchef, Operations, Headquarters, United States Army, Europa en het Zevende Leger in een periode van gelijktijdige operaties in Bosnië, Albanië en Kosovo. 
In 2001 werd hij ingezet als G-3 (Operaties), Ministerie van de landmacht. Naar aanleiding van deze terbeschikkingstelling, in september 2002, aanvaardde generaal McKiernan het commando over het 3e leger VS en de US Army Forces Central Command (ARCENT), en werd hij commandant van de Coalitie Component van Het Amerikaanse Centrale Commando (CENTCOM) in de voorbereiding van de Operatie Iraqi Freedom. In maart 2003 leidde Generaal McKiernan de Coalitiestrijdkrachten die Irak aanvielen om Saddam Hoessein zijn macht te ontnemen. Na de Amerikaanse invasie in Irak, aanvaardde Generaal McKiernan in 2005 het commando over het 7e Leger VS / Leger VS in Europa. Op 11 mei 2009 werd bekendgemaakt dat McKiernan vervangen werd als Bevelhebber van ISAF en USFOR-A, zijn opvolger was Generaal Stanley A. McChrystal. Op 15 juli later dat jaar beëndigde McKiernan, na 37 dienstjaren, zijn militaire loopbaan.

### Debat over de Irak-Oorlog
In hun boek Cobra II suggereren de militaire historici Michael Gordon en Bernard E. Trainor, dat McKiernan niet blij was met het annuleren van de inzet van de 1ste Cavalerie Divisie, een troepenmacht van 17.000 man die zijn troepen in Irak had moeten versterken. De inzet werd geannuleerd. Op 21 april 2003 had de Amerikaanse minister van Defensie Donald Rumsfeld aan de orde gesteld of dit nodig was. Eerder, kort voor de oorlog, had McKiernan bij het Pentagon goedkeuring gevraagd voor een nieuw oorlogsplan met een groter aantal grondtroepen, genaamd COBRA II.
Tijdens de Operatie Iraqi Freedom had hij een andere kijk op de operatie dan zijn superieur, generaal Tommy Franks. McKiernan zag de Saddam-strijders als een grote bedreiging en een van de "centra van de zwaartekracht" in Irak, terwijl Franks wees op het belang van de irregulars. De auteurs zeggen dat het leger ook verrast was toen McKiernan en zijn medewerkers niet op het commando voor het naoorlogse operaties in Irak, die in plaats ging naar het V Corps en de pas bevorderde Luitenant-generaal Ricardo Sanchez.

## Decoraties
- Defense Distinguished Service Medal met één Oak Leaf Cluster
- Army Distinguished Service Medal met twee Oak Leaf Clusters
- Defense Superior Service Medal
- Legion of Merit met twee Oak Leaf Clusters
- Bronze Star
- Defense Meritorious Service Medal
- Meritorious Service Medal met drie Oak Leaf Clusters
- Army Commendation Medal met drie Oak leaf Clusters
- Army Achievement Medal met drie Oak Leaf Clusters
- Parachutist Badge (United States)
- Ranger Tab
- Grote Kruis van Verdienste met Ster en Grootlint in de Orde van Verdienste van de Bondsrepubliek Duitsland